# Baryceros rugosus
Baryceros rugosus là một loài tò vò trong họ Ichneumonidae.